# La Pequeña Lulú (serie de 1976)
Little Lulu to Chicchai Nakama (リトル・ルルとちっちゃい仲間 Ritoru Ruru to Chicchai Nakama  lit. La Pequeña Lulú y sus pequeños amigos), conocida en Latinoamérica como La Pequeña Lulú, es una serie de anime japonesa producida exclusivamente para televisión en el año 1976.

## Historia
Producida por Nippon Animation el año 1976, se emitió en ABC y NET; y distribuida en América por ZIV International en 1978, está basada en las historias creadas por Marjorie "Marge" Henderson Buell.
Se hicieron un total de 26 episodios de 30 minutos cada uno, que fueron transmitidos en Japón desde el 3 de octubre de 1976 al 4 de abril de 1977, donde fue un rotundo fracaso. Caso contrario en Latinoamérica, donde el éxito fue arrollador, siendo unos de los dibujos animados más populares y queridos de la década de los 80 en este continente. El tema de apertura fue interpretado por Guillermo "Memo" Aguirre o conocido como "Capitán Memo".

## Argumento
La serie cuenta las aventuras de Lulú y sus amigos que viven en la ficticia ciudad estadounidense de Peekskill, (en esta versión, no se menciona el nombre). Los episodios están basados en su mayoría, tanto en los esfuerzos de Lulú en ser una miembro más del Club de Toby (donde nunca la aceptan, ya que es un club exclusivamente para niños), como en las maneras para alejar (de forma desinteresada) a los Chicos del Oeste cuando quieren tomarse el Club de Toby por asalto.
Uno de los puntos más notorios de esta versión, sucede especialmente con Pepe, mientras que en las historietas y la serie de 1995 es un niño rico y malcriado, en esta versión, se le puede ver compartir con los demás niños y es un miembro más del club de Toby. Mientras que el personaje de Gloria, tiene mucho menos protagonismo en esta versión, apareciendo solo en 6 episodios.

## Episodios
| 1 | Lulú quiere ser un ángel (ちびっこ天使-Chibikko tenshi)                                | 3 de octubre de 1976    |
| Después de un sueño, Lulú tiene deseos de convertirse en un ángel. Y para eso comienza a buscar a quienes poder ayudar. Primero ayuda a Toby a bajar de peso, luego a Memo a tratar de subir a un árbol, después a Anita y Fito para que dejen de pelear y por último a Pepe y a Jaime el Mayordomo para que cada uno tenga lo que desee. Pero sin que se de cuenta, su ayuda no tendrá los resultados que ella esperaba. |                                                                                        |                         |
| 2 | Lulú es niñera de Toby. (大さわぎのおるすばん-Dai sawagi no oru su ban)                | 10 de octubre de 1976   |
| Mientras Lulú es la niñera de Memo, los padres de Toby le piden que en la noche cuando van a salir, sea la niñera de este, lo que no le hace nada de gracia, es por eso que Toby comienza a crear distintos planes para que Lulú se vaya a su casa, pero la mayoría sin los resultados que él espera. Nota: Primera aparición de los padres de Toby. |                                                                                        |                         |
| 3 | El club secreto (がんばれ見張り番-Ganbare mihari-ban)                                  | 17 de octubre de 1976   |
| Toby y sus amigos construyen la casa que será usada como club. Al terminar, hacen el juramento que consiste en que la casa siempre será usada como club, que los niños mayores de 15 años no podrán ser miembros y que tampoco lo podrán ser las niñas. Esto último es escuchado por Lulú quien queda molesta por esa regla. Pero al enterarse de que los Chicos del Oeste irán a destruir el club, Toby y sus amigos le ofrecen a Lulú que sea la vigía desde un árbol contiguo para vigilar mientras ellos descansan y si cumple con realizar bien el trabajo, sería aceptada como una miembro del club (cosa que no tenían intención de cumplir). Pero realizar el trabajo de vigía, Lulú solo genera falsas alarmas y al final Toby y los demás no le creen al momento de la llegada de los Chicos del Oeste que comienza a gritar desesperadamente desde la chimenea para así espantarlos y salir corriendo. Toby y sus amigos quedan molestos y no creen nada de lo que Lulú les dijo, llevándose después una gran sorpresa al ver como quedó el club cuando se retiraban. Nota: Primera aparición de los Chicos del Oeste y el Ending está basado en imágenes de este episodio. |                                                                                        |                         |
| 4 | Prueba de resistencia para Toby.(腹ペコレース-Hara pekorēsu)                           | 24 de octubre de 1976   |
| Los niños están de campamento y los Tíos George y Betty organizan una prueba de resistencia en que deberán realizar una caminata llevando nada mas que una bolsa con maní como alimento y una cantimplora con agua. Toby, al escuchar eso, se lamenta de no poder comer todas las golosinas que trajo, por lo que decide salir de noche mientras todos dormían a esconder las golosinas en distintos puntos por donde se hará la prueba de resistencia. Pero al comenzar, se llevará una gran sorpresa al enterarse de que las golosinas, no estarán en los puntos donde las dejó. |                                                                                        |                         |
| 5 | Salven a los prisioneros (捕虜を救い出せ!-Horyo o sukuidase!)                          | 31 de octubre de 1976   |
| Después de tener problemas con los Chicos del Oeste por estar patinando en su lado de la ciudad. Toby y sus amigos deciden tomar venganza, pero los Chicos del Oeste toman de prisionero a Toby y exigirán 10 canicas para su liberación. Por lo que Lulú crea un sinfín de planes para liberarlos y solo consigue que a los demás chicos también los tomaran prisioneros. Nota: El Opening está basado en imágenes de este episodio y del siguiente. |                                                                                        |                         |
| 6 | La bombero Lulú al rescate (消防車に乗ったルル-Shōbōsha ni notta Ruru)                 | 7 de noviembre de 1976  |
| Al pasar por la estación de bomberos, Lulú sueña que algún día dará una vuelta en el camión y para eso crea la "Brigada Infantil de Incendios" e invitando a sus amigos a ser miembros, pero solo crean problemas y es por eso que deciden renunciar. Después, Toby le juega una broma por teléfono a Lulú y le dice que debe subirse a un árbol a maullar. Al estar arriba, Lulú comienza a maullar y ve que mas arriba hay un pequeño gato que no puede bajar, por lo que va a su rescate y llamando la atención de todos lo que pasaban por ahí quienes llaman a los bomberos. Por la heroica acción de salvar al gato, es premiada a dar una vuelta en el camión de bomberos. . Nota: El Opening está basado en imágenes de este episodio y en el anterior. |                                                                                        |                         |
| 7 | La gran carrera (ちびっ子レースの優勝者-Chibi-kko rēsu no yūshō-sha)                   | 14 de noviembre de 1976 |
| Una carrera se realizará pronto y Toby ya está inscrito para participar. El auto ya lo tiene listo, pero tiene un problema, no tiene neumáticos. Para conseguirlos, junto a Fito y Lalo urden una trampa para usar la carriola de juguete de Lulú y así quitarle los neumáticos. Cuando Lulú se entera de que Toby y sus amigos la engañaron, va en su búsqueda cuando lo encuentran practicando en la colina donde se realizará la carrera. Toby le implora que no le quite los neumáticos y Lulú le dirá donde podrá conseguir unos con la condición de que la deje ser la piloto. Pero Toby le miente en el horario en que se debe presentar. Al final, se realiza la carrera y Lulú se sube a su carriola para correr, siendo sorpresivamente la ganadora. |                                                                                        |                         |
| 8 | Lulú y los piratas (海賊の宝さがし-Kaizoku no takara sagashi)                          | 21 de noviembre de 1976 |
| Toby, Pepe y Fito llevan golosinas al club y desean compartirlas entre los tres, pero Lulú tambien quiere ser parte y estos la excluyen por no llevar nada en ese momento. Despues, piensan que haran despues de comer las golosinas y como no se les ocurre nada, deciden que van a jugar a los piratas y las colocan dentro de una caja que la enterrarán en una isla cercana a la casa club. Después, cuando llegan a la isla, Toby le pide a Fito dibujar un mapa en donde serán enterradas las golosinas, pero lo hace de manera erronea y no sirve de nada cuando tratan de buscarlas. Despues, Lulú y Anita se hacen amigas de un un perro al que le regalan la mitad de una dona y gracias a él, logran encontrar la caja y terminan comiéndose las golosinas a vista y paciencia de Toby y sus amigos en venganza por comerse previamente las donas de Lulú. |                                                                                        |                         |
| 9 | La muñeca de Toby (仲たがいはやめろ-Nakatagai wa yamero)                               | 28 de noviembre de 1976 |
| Toby se encuentra con Lulú y esta le regala unas flores, pero Pepe, Fito y Memo, solo se burlan de él. Después al llegar a su casa, la mamá de Toby le cuenta que su tía le envió su regalo de cumpleaños, pero resultó ser una muñeca que responde al nombre de "Hugo" y que dice varias frases con voz de niño (una de ellas "Mi nombre es Hugo, ¿quieres ser mi amigo?"). Ya que no la quiere, la mamá de Toby le sugiere que se la regale a Lulú, pero este cree que la muñeca tiene una grabadora e intenta quitársela varias veces. Al final se arregla todo el malentendido y Toby le devuelve la muñeca a Lulú y les hace ver que la muñeca es realmente de ella. |                                                                                        |                         |
| 10 | El gran jefe indio (人さわがせな人形-Hito sawagasena ningyō).                          | 5 de diciembre de 1976  |
| Al ver que los Chicos del Oeste persiguen a Pepe y Fito hasta la entrada del club y los amenazan para que se unan a ellos. Lulú les pregunta las razones del porqué. Ahí le cuentan de que Toby y Lalo se fueron del club todo por comprarse ambos el mismo disfraz de indio, generando un odio mutuo y es por eso que el club no tiene un líder. Lulú creará varios planes para volverlos a juntar, pero no tendrá los resultados que ella espera. Es por eso que se va al lado de los Chicos del Oeste cuando ve a Herman vestido con el disfraz de indio que acaba de conseguir y quien junto a sus amigos comienzan a hacer danzas indias de celebración. Al ver esto, Pepe y Fito van en busca de Toby y Lalo respectivamente para convencerlos de regresar al club y comienzan también a hacer danzas indias. Después Lulú se va al lado de Toby y sus amigos y les dice que el club tiene dos líderes y también les hace dar cuenta a Toby y Lalo, que fue un error estar ambos enojados. |                                                                                        |                         |
| 11 | La despedida (にこにこ顔はつらいよ-Nikoniko kao wa tsurai yo)                          | 12 de diciembre de 1976 |
| La madre de Pepe cree que los amigos de este no son una buena influencia para él, por lo que decide que lo mandará a estudiar a Suiza para que tenga mas roce con niños de su clase social. Lulú, Toby y los demás, tratarán de hacerle una fiesta de despedida, pero no tendrá el resultado esperado. Después de enfermar intencionalmente a Pepe de indigestión, intentarán ir a despedirse a su casa mientras este se encuentra en cama, pero Jaime, el mayordomo, les dice que no son bienvenidos, por lo que se las ingenian para entrar y así despedirse. Al ver tal acto de amor y amistad, el padre de Pepe decidirá que no se irá a Suiza a estudiar y se quedará con él y sus amigos. Nota: Primera aparición de los padres de Pepe. |                                                                                        |                         |
| 12 | El nuevo mayordomo (執事を追い出せ-Shitsuji o oidase)                                  | 19 de diciembre de 1976 |
| Jaime, el mayordomo de la casa de Pepe, siempre les está prohibiendo a Lulú y los demás que jueguen cuando van de visita, sobre todo a usar la baranda de la escalera como resbaladilla. Al ver que en la casa club, hicieron un dibujo de Jaime, molestos por el trato que tiene con ellos y al que le están arrojando tomates. Pepe les cuenta que sus padres tienen intención de despedirlo ya que se encuentra enfermo y en su reemplazo llega un ex sargento con el nombre de Amstrong, que es más listo de lo que ellos creen y cuando van de visita, los tratará como si fueran soldados verdaderos. Al descubrir que Jaime no es la persona que ellos suponen que es, deciden entre todos hacerle la vida imposible a Amstrong, creando un sinfín de travesuras que lo harán renunciar. Así conservando Jaime su trabajo. Nota: Última aparición de los padres de Pepe. |                                                                                        |                         |
| 13 | La hermosa espía (美しい女スパイ-Utsukushī On'na Supai)                                | 26 de diciembre de 1976 |
| Es invierno y tanto Toby y sus amigos como los Chicos del Oeste, hacen muñecos de nieve, pero los ultimos se lo destruyen con una bola gigante, por lo que construyen unos fuertes con nieve para hacerse la guerra unos a los otros. A pesar de que Herman, les propone una idea de que la batalla se lleve a cabo en un dia, hora y lugar, Toby se niega a hacerlo. Por lo que Toby y sus amigos la contratan a Lulú como espía y se viste con un hermoso vestido para ir por ambos bandos a recabar información. Pero Lulú tiene otra idea en mente, en el que al ir calentando mas comida, se agrandarán las fogatas donde son cocinadas, para de esa forma, derretir los fuertes construidos en nieve y para demostrarles que cuando se pelea nadie gana. Nota: En este episodio se puede por un momento, saber que el nombre del Chico del Oeste pelirrojo y de melena es Larry. |                                                                                        |                         |
| 14 | La cacería del Conejo (へんなうさぎ狩り-Hen'na Usagi Kari)                             | 9 de enero de 1977      |
| Continúa el invierno y los Chicos del Oeste atrapan un conejo que iba escapando y se va a los brazos de Lulú y al momento de atraparlo, Herman amenaza con que lo matará y se lo comerá. Por lo que Toby le promete a Lulú en ir a la caza de uno para que sea su mascota. Pero solo consiguen meterse en problemas y no lograrán su objetivo. Mientras el papá de Lulú, prepara un sabroso estofado de cerdo que Lulú termina cambiando por el conejo que los Chicos del Oeste tenían. |                                                                                        |                         |
| 15 | La Moneda de la Suerte (泥のケーキを追え!-Doro no Kēki o Oe!)                          | 16 de enero de 1977     |
| El papá de Lulú va al club en su búsqueda, pero pierde la moneda de la suerte que le había regalado su papá. Por lo que deciden comprarle un pastel de chocolate para la cena y así subirle el ánimo. Al momento de regresar de comprarlo, Lulú le pide a Toby que lo lleve, pero no le dice a la casa de quien lo debe llevar. Es ahí cuando se encuentra con los Chicos del Oeste que por un momento se lo quitan, pero lo recupera gracias a que un perro llevaba cargando la caja y lo asusta, por lo que llega corriendo para esconderse en el club. Al ver que están sin salida, Toby, Pepe y Fito deciden comerse el pastel, pero solo acarreará más problemas cuando Anita les dice que se comieron el pastel del papá de Lulú. Después de una gran discusión (especialmente entre Anita y Fito quienes comienzan a pelear entre ambos dos) y por sugerencia de Herman, el líder de los Chicos del Oeste, Toby y sus amigos deciden hacer un pastel de lodo que lo ponen en la caja donde venía originalmente el pastel de chocolate. Cuando se enteran de que el pastel es de lodo, Lulú le pide explicaciones a Toby y le confiesa de que se comió el pastel de chocolate creyendo que se lo había regalado. Por lo que Lulú comienza a arrojarles el lodo y se da cuenta de que la moneda está pegada en la frente de Herman cuando le cae el lodo en la cara. Generando la alegría del papá de Lulú e invitando a Toby a comer unos sándwiches y beber una taza con jugo como recompensa. |                                                                                        |                         |
| 16 | Bienvenidas las niñas (女の子は大歓迎-On'nanoko wa Dai Kangei)                         | 23 de enero de 1977     |
| Lulú junto a Anita y Gloria, le ofrecen al club de Toby que sean miembros y de esa forma prepararles una deliciosa comida exclusivamente para ellos. Debido a que Toby no deja de pensar en la comida, entre Pepe y Fito lo convencen de que no pueden aceptarlas simplemente porque son niñas. De ahí, las niñas van donde los Chicos del Oeste, quienes las aceptan de inmediato. Por lo que Toby y sus amigos harán todo lo posible para recuperarlas. |                                                                                        |                         |
| 17 | El árbol enfermo (木が病気になっちゃった-Ki ga Byōki ni Na~tsu Chatta)                 | 30 de enero de 1977     |
| Toby y sus amigos están jugando al rodeo y para eso, usan un árbol como montura. Lulú, al ver como maltratan al árbol, da por hecho de que está enfermo y Toby y sus amigos lo toman como un broma, dejando incluso el árbol en la cama del cuarto de Lulú. Es por eso que esta decide plantarlo afuera de su casa y obliga a sus amigos a cuidar de él. Para restaurar el espíritu del árbol, Lulú desea prepararle un pastel de chocolate y le pide a sus amigos que vayan a sus casas por los ingredientes, pero al estar preparándolo, solo se dedican a pelear entre ellos. Al final, Lulú, después de tenerlos prisioneros en su sótano cuando querían robar el pastel, los libera y dice que el árbol los perdona y desea compartir su pastel con todos. |                                                                                        |                         |
| 18 | ¿Donde está ese loro? (おやつを追いかけろ!-O Yatsu o Oikakero)                         | 6 de febrero de 1977    |
| George, el loro de la abuelita Mary, se sale de su jaula y Lulú lo encuentra y lo regresa a su dueña. Por la buena acción, decide premiarla con un pastel de chocolate. Herman, el líder de los Chicos del Oeste, al escuchar del premio decide intencionalmente liberar a George de su jaula y así generar una guerra con Toby por recuperar el loro y entregarlo primero uno después del otro para que le den el premio. Mientras que Toby, solicita a Lulú que le preste su muñeca para hacer una presentación de ventriloquia (La muñeca solo dice "Buen Día", "Gracias", "Adiós") y al tratar de hacerla callar a punta de sacudidas, la muñeca se descompone y las frases quedan invertidas ( diciendo "Buen", "Adiós", Gracias", "Día"), por lo que al no poder atrapar a George, Toby decide colocar la muñeca dentro de la jaula cubierta con plumas. Después de que la Abuelita Mary se diera cuenta de que fue un engaño, reprende a Herman (que le había quitado a Toby la jaula con la muñeca dentro). Al final, George vuelve por sus propios medios a la casa y deja a Lulú, Toby y Herman sin premio. Nota: Primera aparición de la abuelita Mary y su loro George. |                                                                                        |                         |
| 19 | De regreso a la escuela (今日から学校-Kyō Kara Gakkō)                                  | 13 de febrero de 1977   |
| Lulú está emocionada de que volverá a la escuela, pero sus amigos solo tienen excusas para no ir, como Toby que no quiere usar unos pantalones nuevos, porque piensa que se reirán de él y por sugerencia de Lulú, hace que entre dos perros dejen los pantalones nuevos como viejos, pero solo lo dejan lleno de agujeros. Anita y Fito dicen que están enfermos y Pepe hace creer que está con depresión y que quiere ser un niño normal y no rico. Hasta que cambian de parecer cuando se enteran de que los Chicos del Oeste serán los primeros en llegar a la entrada de la escuela. Cosa que no ocurre, ya que pasan de largo al estar tan concentrados en superarse unos a los otros. |                                                                                        |                         |
| 20 | La guerra de la pintura (ペンキ大戦争-Penki Sensō)                                     | 20 de febrero de 1977   |
| El oficial de policía le informa a la mamá de Lulú que el gobernador visitará la ciudad y los edificios en mal estado serán derribados, uno de ellos será la casa club. Cuando Lulú le cuenta a Toby y sus amigos de lo que harán con su club, estos no le creen, pero al ver que Lulú también le contó a los Chicos del Oeste y que el furgón usado por ellos como club quedó como nuevo después de pintarlo, cambian de parecer. Para eso, Lulú, Anita y Gloria se ofrecen para pintar el club de Toby, pero estas lo pintan de distintos colores generando todo un desastre. Al ver que no hay tiempo, Lulú le pide a Herman usar la pintura restante, con la condición de que el club de Toby tendrá que ser una sucursal de los Chicos del Oeste y proponiendo al término de pintarlo a Lulú como presidenta. Al escuchar esto, Toby tiene un plan para recuperar el club y a la hora de ir a rendir cuentas, los Chicos del Oeste son recibidos con pelotas de barro de parte de Toby y sus amigos. Ahí les dicen que las niñas ya no pertenecen al club y que se lo compraron a Lulú por seis helados, percatándose después que los engañó a todos. Lulú después de disfrutar de los seis helados a la vez, cae enferma en cama por una indigestión. Nota: En este episodio, se ve que es la única ocasión en toda la serie, que Toby y sus amigos ahuyentan a los Chicos del Oeste sin la ayuda de Lulú.                                                                                      |                                                                                        |                         |
| 21 | Lulú ¿niña prodigio de la música? (バイオリンをこわせ-Baiorin o Kowase)                | 27 de febrero de 1977   |
| La mamá de Lulú quiere que esta aprenda a tocar el piano nada más porque ella lo toca, pero en realidad, a Lulú no le gusta y hará todo lo posible para no practicar, como dejar prendida la televisión con un pianista tocando en ella para así salir de su casa a jugar y así hacer creer a su mamá que está practicando mientras la oye cuando está lavando los platos. Pero al pasar por una escuela de música, escucha un espantoso ruido y ve que es Toby intentando tocar el violín. A Lulú le agrada más la idea de aprender a tocar el violín pero lo hace de manera desastrosa cuando ella cree que lo hace excelente. Después de discutir con Pepe cuando lo quería convencer de que el violín es un bello instrumento para tocar, Toby queda furioso y lo expulsa del club, exigiéndole devolver la llave, que le es quitada por los Chicos del Oeste cuando la llevaba a ser devuelta. Por lo que Lulú decide ahuyentarlos tocando de manera desastrosa el violín, cosa que cumple y Toby le dice que están en deuda con ella, por lo que lo único que pide es que la escuchen tocar. Al ver que lo hacía horrible, la mamá de Toby le reprocha a este llevar ese violín, sabiendo que él nunca quiso tocarlo y terminando desmayado. Después de volver a su casa, Lulú escucha a su mamá tocar el piano y le dice que no la obligará más a tocarlo aunque ella lo disfrute. |                                                                                        |                         |
| 22 | El cumpleaños de Jaime (猛獣パーティ-Mōjū Pāti)                                        | 6 de marzo de 1977      |
| Mientras Toby, Anita, Fito y Lulú están afuera de la casa de esta última, Pepe los invita a una fiesta que se realizará esa misma tarde en su casa. Pero cuando van camino a la casa de Pepe, se encuentran con los Chicos del Oeste quienes les quitan los regalos y los hacen tropezar y caer en una poza de agua cuando intentaban alcanzarlos, por lo que quedan completamente sucios. Al llegar a la casa de Pepe, Jaime, el mayordomo, queda sorprendido por como vienen presentados, pero Pepe los hace pasar igual y todos creen que la fiesta es de él, pero les dice que no es su cumpleaños sino el de Jaime, por lo que los regalos se los dan a él. Después de la celebración, comienzan a jugar a las escondidas en la casa, pero sin darse cuenta, entran al cuarto de los trofeos que está lleno de animales disecados, por lo que tienen un buen susto y a la vez se les ocurre una idea para vengarse de los Chicos del Oeste al hacerlos entrar al cuarto y creer que Toby y Anita fueron atacados por uno de los animales, dándoles un buen susto que los hace salir corriendo. Al final, aparece un gorila que asusta también a los demás, resultando ser Jaime disfrazado y vengándose de todas las travesuras que le han hecho. |                                                                                        |                         |
| 23 | Que el verdadero marciano se ponga de pie (火星旅行へ出発だ!-Kasei Ryokō e Shuppatsu!) | 13 de marzo de 1977     |
| Al ver que Memo está interesado en ser un astronauta cuando sea mayor, Toby, Fito y Pepe construyen una nave espacial que le dicen a Memo que en él puede ir a Marte y lo puede usar a cambio de la comida que le prepara su mamá. Ahí se sube junto a Lulú y les hacen creer que los llevan a Marte y solo los llevan a una fábrica abandonada, donde los tresse colocan disfraces de marcianos. Después de eso, los Chicos del Oeste les dicen que esa nave no vuela y deciden jugarles una broma a Toby y sus amigos, cuando les hacen creer a Lulú y Memo, que estaban en Venus. |                                                                                        |                         |
| 24 | El rey de los petroleros (土ほり競争-Tsuchi Hori Kyōsō)                                | 20 de marzo de 1977     |
| Lulú pasa frente a la casa de la abuelita Mary y le cuenta que sus plantas están marchitas, por eso le pide a Lulú que vaya al bosque a buscar un poco de tierra fresca para colocarla a las plantas. Al ver que es un trabajo pesado y después de ver a Toby quien lee un libro sobre pozos petroleros, trata de ingeniárselas para que él, sus amigos y los Chicos del Oeste, vayan al bosque a sacar algo de tierra, colocando una réplica de la Torre Eiffel (o "Torre de Fidel" como dice Anita) propiedad de Gloria, que lo confunden la una torre de un pozo petrolero. Solo generando una gran fuga de agua con las herramientas que estaban usando para cavar. Es ahí cuando el Policía los obliga a cubrir todos los hoyos y Lulú les confiesa de que quería la tierra por el pastel que la abuelita Mary le prometió. Generando una competencia por llegar primero con la tierra, al final, la cosa quedó en nada, debido a que la misma abuelita Mary fue a buscar la tierra que necesitaba cuando se produjo el corte de agua generado por la rotura de la cañería. Nota:Últimas apariciones de la abuelita Mary y su loro George. |                                                                                        |                         |
| 25 | El día del pavo (七面鳥で大さわぎ-Shichimenchō de Dai Sawagi)                          | 27 de marzo de 1977     |
| Lulú está juntando unas tapas de comida para animales, ya que está participando en un concurso que organiza una tienda de mascotas para ganarse un perrito que tienen de exhibición. Al final, cuando Toby le pregunta a Lulú si es que se ganó el perrito, le cuenta que en vez de eso, se ganó a "Waldo", un pavo que lo único que el vendedor de la tienda de mascotas quería, era deshacerse de él. Waldo tenía la costumbre de subirse a la cabeza de Toby lo que no le generaba ninguna gracia, por lo que entre ambos, lo ofrecen a distintas partes, quedándose con él al final, el dueño de una granja. Al regresar, la mamá de Lulú preparó pavo asado lo que genera que Lulú y Toby comiencen a llorar, ya que echan de menos a Waldo, acariciando una pluma que lo hace recordarlo. |                                                                                        |                         |
| 26 | El Cumpleaños de mamá (マミィの誕生日-Mama no Tanjōbi)                                 | 3 de abril de 1977      |
| La mamá del Lulú, le muestra una foto a esta de la luna de miel que pasó en un rancho donde el desayuno era todo completamente fresco. Como ya se acerca su cumpleaños, Lulú decide darle como regalo sorpresa, un desayuno similar al que comía en esa ocasión. Pero a la hora de conseguir los ingredientes, solo se mete en problemas, primero siendo perseguida por un gallo cuando estaba consiguiendo los huevos. Luego cuando iba a conseguir la leche, primero no se la querían dar y después de que Toby se la bebió sin su permiso, tienen que ir nuevamente a pedirla, pero el becerro que estaba siendo amamantado por la vaca donde consiguieron la leche, comienza a perseguir a Toby generando un verdadero caos. Y al conseguir las naranjas, termina cayéndose cuando el policía trataba de ayudarla a subir al árbol. Después de volver de la casa de Toby (ya que su papá le ayudó a preparar el desayuno), Lulú se pone triste porque ve a su mamá preparando el desayuno, ahí le cuenta de todo lo que pasó para tener ese desayuno que le preparó. Así que se va a acostar nuevamente a la cama y Lulú le lleva el desayuno como estaba planeado. Después se ven desde afuera a Toby, Fito, Pepe, Lalo, Anita, Gloria, Memo, los Chicos del Oeste y el policía, cantando el "cumpleaños feliz", uniéndose Lulú después. Nota: Por un breve momento, se puede escuchar que el nombre del Chico del Oeste de gorra y jardinera celeste, es "Joey".                                |                                                                                        |                         |